# Wormous
Der Wormous ist ein 439 m hoher Gipfel auf der Insel Erromango im Staat Vanuatu.

## Vulkanische Aktivität
Der Berg liegt südöstlich des höchsten Gipfels, des Santop, im Norden der Insel. Im Süden schließt sich der Ménèl (618 m) an.